# Pensament de Norea
El Pensament de Norea és un text gnòstic que es coneix a partir del segon llibre del còdex IX dels Manuscrits de Nag Hammadi. És un text breu, de 52 línies. El manuscrit no té títol, i s'ha agafat del cos del text, on es menciona Norea. Està escrit en un dialecte del copte, el sahídic, traduït del grec. El manuscrit conservat es podria datar cap al segle iii i és de contingut gnòstic.
Alguns autors la van considerar una carta, però el Pensament de Norea és més aviat un himne o un salm en prosa amb característiques de la poesia de l'època, com ara els paral·lelismes i les repeticions. Se l'ha comparat amb les Odes de Salomó. És un text molt concís, i per això s'ha pensat que podria formar part d'un altre text més extens, tal com passa amb la secció dels "Tretze regnes" que es troba a l'Apocalipsi d'Adam. El text conservat és corrupte en diverses parts, i les esmenes dels traductors són conjecturals. Alguns problemes d'interpretació de formes verbals i pronoms poden ser degudes a la traducció del grec al copte feta per algú amb poc coneixement d'una de les dues llengües.

## Argument
La narració presenta una situació similar a una escena de la Hipòstasi dels Arconts (92, 33-93, 6) on aquests intenten violar Norea. En els dos textos, un personatge anomenat Norea demana ajuda al Déu suprem, i és salvat. Però possiblement no sigui el mateix personatge.
Al Pensament de Norea se'l torna al seu lloc original, entre els "eons immortals" (28, 10) on resideix fins al present, i parla "paraules de vida" (28, 13-14) glorificant al Pare (28, 20). Però encara no té prou "coneixement" i el text acaba esperant el temps en què deixi la deficiència i arribi al Pleroma, amb l'ajuda de quatre protectors sagrats que intercediran davant del Pare.
Del personatge de Norea se'n parla als textos apòcrifs de diverses formes. Se l'identifica com una filla d'Adam i Eva, com a esposa-germana de Set i també com a esposa de Noè o de Sem.
Aquest text és diferent d'un Llibre de Norea citat per Epifani al seu llibre Panarium, contra les heretgies.